# Pamulihan (Karangpucung)
Pamulihan is een bestuurslaag in het regentschap Cilacap van de provincie Midden-Java, Indonesië. Pamulihan telt 3988 inwoners (volkstelling 2010).